# Marylise Léon
Marylise Léon, née le 23 novembre 1976 au Mans (Sarthe), est une syndicaliste française, secrétaire générale de la CFDT depuis le 21 juin 2023.

## Biographie
Ses parents et grands-parents sont originaires de L'Hôpital-Camfrout (Finistère).
La profession de son père, gestionnaire de réseaux de transports collectifs, entraîne de nombreux déménagements pour sa famille. Marylise Léon suit sa scolarité au lycée Montesquieu du Mans puis à l'université d'Angers, et à l'université de Créteil.
En retraite, son père a été élu maire de sa commune, L’Hôpital-Camfrout.
Titulaire d'un DESS de chimie, elle a été responsable de la sécurité environnementale pour un cabinet de conseil pendant plusieurs années.
Elle a ensuite travaillé en tant que formatrice et chargée d’études auprès des représentants du personnel sur les enjeux de conditions de travail, de santé, de sécurité et de risques technologiques.
À la suite de l’explosion de l'usine AZF de Toulouse, elle travaille à l’élargissement des prérogatives des représentants du personnel sur les enjeux de risques industriels et de protection de l’environnement (sites classés Seveso seuils hauts et bas).

## Engagement syndical
Elle prend un mandat à la Fédération chimie énergie-CFDT en 2008 pour la prise en charge de la question des risques industriels majeurs, la prévention des maladies professionnelles et les négociations des conventions collectives de la branche papier-carton.
Elle suit de très près, en plus des questions industrielles, la transition énergétique, numérique et les enjeux de responsabilité sociale des entreprises (RSE). À ce titre, elle s’investit pour l’adoption de la loi sur le devoir de vigilance en 2017 et la défense d’une « co-détermination à la française ».
Lors du congrès de Marseille en 2014, elle est élue secrétaire nationale chargée des questions industrielles, au sein de la commission exécutive de la CFDT. Elle obtient le meilleur score des dix membres de la commission exécutive avec 99,17 % des voix.
Elle est élue secrétaire générale adjointe de la CFDT en 2018, puis réélue au Bureau national en 2022 lors du congrès de Lyon avec 97,35 % des voix exprimées. Elle est responsable de la coordination de la politique d’action revendicative, de la politique de l’emploi et de la sécurisation des parcours, des relations intersyndicales et des relations extérieures (politique et mouvement associatif).
Elle s’est particulièrement mobilisée dès 2019 contre la réforme de l'assurance chômage, qui a réduit les montants et la durée d’indemnisation des personnes privées d’emploi.
En avril 2023, Laurent Berger, secrétaire général de la CFDT, annonce sa prochaine démission. Marylise Léon lui succède le 21 juin, comme prévu, Laurent Berger ayant indiqué à la presse avoir proposé au bureau national qu'elle le remplace.